# Favillar
Favillar ist ein schottischer Weiler in der Council Area Moray und der traditionellen Grafschaft Morayshire. Er liegt etwa sieben Kilometer südlich von Aberlour, 60 km westsüdwestlich von Inverness und 70 km ostnordöstlich von Aberdeen in der bedeutenden Whiskyregion Speyside. Seit 1975 ist in Favillar die von dem internationalen Konzern Pernod Ricard betriebene Whiskybrennerei Allt-a-Bhainne angesiedelt. Die für die Whiskyproduktion bedeutende Stadt Dufftown liegt etwa sechs Kilometer entfernt.